# Zebrahäger
Zebrahäger (Zebrilus undulatus) är en sydamerikansk fågel i familjen hägrar inom ordningen pelikanfåglar.

## Utseende och läten
Zebrahägern är en liten (31 cm), satt och mörk häger. Den är tätt beigebandad ovan på svartbrun botten, medan undersidan är beige med mörkbruna fläckar. Näbben är mörk med något ljusare undre näbbhalva. Ungfågeln är mer rödbrun ovan och på främre delen av kroppen. Lätet är ett ihåligt, sorgesamt skällande ljud, i engelsk litteratur återgivet som "cow", ibland tvåstavigt "coo-uv" där den andra stavelsen är mörkare, upprepat var fjärde till femte sekund.

## Utbredning och systematik
Zebrahägern förekommer i låglänta delar av tropiska Sydamerika. Utbredningen är inte fullständigt känd, men tros omfatta flodsystemen kring Orinocofloden, Rio Negro och Amazonfloden, det vill säga från östra Colombia genom centrala, södra och östra Venezuela till Guyanaregionen och nordcentrala Brasilien, vidare i sydväst in i östra Peru och nordöstra Bolivia. Den placeras som enda art i släktet Zebrilus och behandlas som monotypisk, det vill säga att den inte delas in i några underarter.

## Levnadssätt
Zebrahägern hittas vid strömmande vattendrag och träsk i tropiska städsegröna skogar. Födan är dåligt känd men tros bestå av småfisk och flygande insekter. Den har också setts födosöka i lövsamlingar på marken.

## Status och hot
Arten har ett stort utbredningsområde, men tros minska i antal, dock inte tillräckligt kraftigt för att den ska betraktas som hotad. Internationella naturvårdsunionen IUCN listar arten som livskraftig (LC).